# Fusion des lignes 3 bis et 7 bis du métro de Paris
Dans son schéma directeur, la région Île-de-France propose un raccordement des actuelles lignes 3 bis et 7 bis (prolongée jusqu'à Château-Landon) du réseau métropolitain de Paris. La nouvelle ligne suivrait un court parcours à l'est de Paris, dans les 10e, 19e et 20e arrondissements.

## Histoire des lignes concernées

Carte détaillée des voies sur la ligne 7 bis autour de la station Pré-Saint-Gervais et de la station fantôme Haxo, et des lignes 3 bis et 11 autour de la station Porte des Lilas.

- 18 janvier 1911 : inauguration du tronçon Louis Blanc - Pré-Saint-Gervais, exploité par la ligne 7 sous la forme d'un embranchement.
- 27 novembre 1921 : inauguration du tronçon Gambetta - Porte des Lilas, exploité par la ligne 3.
- 1921-1939 et 1952-1956 : ouverture temporaire de la voie navette entre Porte des Lilas - Cinéma et Pré-Saint-Gervais.
- 3 décembre 1967 : compte tenu d'un important déséquilibre de fréquentation entre les deux branches nord de la ligne 7, la branche Louis Blanc - Pré-Saint-Gervais est isolée et constitue une ligne indépendante, la ligne 7 bis.
- 27 mars 1971 : quelques jours avant le prolongement de la ligne 3 à Gallieni, le tronçon Gambetta - Porte des Lilas est débranché et désormais exploité sous la forme d'une courte navette, la ligne 3 bis.
- 25 septembre 2008 : projet final de fusion des deux lignes, adopté par le conseil régional[1].
- 14 mars 2013 : le SDRIF 2030 et le Nouveau Grand Paris ayant été votés, ce projet ainsi que tous ceux non adoptés sont repoussés, sine die.
- Octobre 2013 : le projet réapparait dans le SDRIF 2030, cette fois-ci pour après 2030[2].

## Origine du projet
La fusion des lignes 3 bis et 7 bis est proposée à la phase 1 (horizon 2007-2013) du projet du Schéma directeur de la région Île-de-France (SDRIF). Ce raccordement, actuellement à l'étude, réutiliserait probablement la voie des Fêtes et la voie navette, permettant éventuellement l'ouverture de la station fantôme Haxo. Par ailleurs, l'avant-projet du SDRIF prévoit un prolongement de la ligne à Château-Landon pour cette même période. La création de cette station sur cette future ligne nécessiterait toutefois de très importants travaux de génie civil : le tunnel devra être créé de toutes pièces au sud de Louis Blanc et cette dernière station devrait faire l'objet d'aménagements très lourds.
Cette fusion est à nouveau mentionnée dans le Schéma directeur de la région Île-de-France 2030 adopté par le conseil régional le 18 octobre 2013.
Le STIF devant décider du renouvellement du matériel de ces deux lignes à la fin de 2016, ouvrant la voie à un matériel commun, le sujet est à nouveau évoqué. Une étude de la RATP estime une augmentation possible de trafic de 35 % à 60 %.
Après l’annonce du Grand Paris Express qui prévoit la création des lignes 15, 16, 17 et 18, le numéro de ligne résultant de cette fusion des lignes 3 bis et 7 bis n’est pas encore déterminé.
Le 12 novembre 2013, la mairie de Paris émet, au Conseil de Paris, le vœu de lancer des études en vue de la fusion des lignes 3 bis et 7 bis. Elle fait de même au conseil d’administration du STIF en décembre de la même année. Le 28 octobre 2014, le Conseil de Paris, siégeant en formation de conseil municipal, émet le vœu que la mairie de Paris saisisse le préfet de région et le président du conseil régional d'Île-de-France afin que soient inscrits dans le contrat de plan État-région 2015-2020 les crédits nécessaires à la réalisation des études préalables à l’engagement des travaux de fusion des lignes 3 bis et 7 bis du métro parisien.
En mars 2017, dans la présentation de la concertation du projet de liaison Gare du Nord – Gare de l'Est, le projet de fusion des deux lignes bis est mentionné dans la partie Projets connexes. Le bilan de la concertation, de juin 2017, reprend les avis des contributeurs en mentionnant leur intérêt pour la fusion des deux lignes. La FNAUT Île-de-France y fait aussi une proposition alternative qui permettrait de relier la gare de Magenta à la station Louis Blanc.

## Tracé et stations
Figurent ci-après les caractéristiques de la ligne telles qu'elles résulteraient de la fusion des lignes 3 bis et 7 bis, si elle a effectivement lieu.

### Tracé

Plan schématique de la ligne résultant de l'éventuelle fusion des lignes 3 bis et 7 bis,
avec les correspondances.

### Liste des stations possibles
|  |   |   |   |  | Station           | Communes desservies | Correspondances                            |
|  | - | - | - |  | ----------------- | ------------------- | ------------------------------------------ |
|  |   | ■ |   |  | Château-Landon    | 10e                 | (Gare de l'Est) Grandes lignes (Paris-Est) |
|  |   | ■ |   |  | Louis Blanc       | 10e                 | (M) · (7)                                  |
|  |   | ■ |   |  | Jaurès            | 10e, 19e            | (M) · (2) · (5)                            |
|  |   | • |   |  | Bolivar           | 19e                 |                                            |
|  |   | • |   |  | Buttes Chaumont   | 19e                 |                                            |
|  |   | • |   |  | Botzaris          | 19e                 |                                            |
|  | • |   | ↑ |  | Danube            | 19e                 |                                            |
|  | ↓ |   | ■ |  | Place des Fêtes   | 19e                 | (M) · (11)                                 |
|  | ■ |   | ↑ |  | Pré-Saint-Gervais | 19e                 | (Hôpital Robert-Debré, à distance)         |
|  | ↓ |   | ■ |  | Haxo              | 19e                 | (Hôpital Robert-Debré, à distance)         |
|  |   | ■ |   |  | Porte des Lilas   | 19e, 20e            | (M) · (11) · (T) · (3b)                    |
|  |   | • |   |  | Saint-Fargeau     | 20e                 |                                            |
|  |   | • |   |  | Pelleport         | 20e                 |                                            |
|  |   | ■ |   |  | Gambetta          | 20e                 | (M) · (3)                                  |

### Particularités
- La station Place des Fêtes serait desservie dans la direction Gambetta ; elle comporte deux voies autour d'un quai central ; la voie située côté Nord servirait de garage.
- La station Danube serait, à l'inverse, desservie dans la direction Château-Landon ; elle comporte également deux voies, la section de Pré-Saint-Gervais à l'entrée est de la station Botzaris étant à deux voies dont l'une sert de garage et plus récemment d'atelier d'entretien courant des rames de la ligne.
- La ligne traverserait le quartier des Buttes Chaumont, jadis constellé de carrières de gypse. Le creusement des tunnels de la ligne fut difficile. Afin d'assurer la stabilité de la station Danube, construite sur un terrain meuble fait de remblais, celle-ci est en fait juchée (en sous-sol) sur plusieurs piliers de 30 m de haut qui reposent sur le sol ferme.
- La station Haxo devait permettre un raccordement entre les lignes 3 bis et 7 bis entre Place des Fêtes et Porte des Lilas afin de créer une ligne unique. Cette idée fut abandonnée en 1921, puis reprise par le SDRIF fin 2006.

### Ateliers
Le matériel roulant de la ligne serait potentiellement entretenu, comme celui des actuelles lignes 3 bis et théoriquement de la ligne 7 bis, bien que pour cette dernière un « poste de visite renforcé » (PVR) soit aménagé à Pré Saint-Gervais afin de ménager le matériel roulant, aux ateliers de Saint-Fargeau[réf. souhaitée].

### Raccordements
- Vers la ligne 7 à l'extrémité sud des demi-stations Louis Blanc, sous réserve des modifications impliquées par le prolongement à Château-Landon ;
- Vers la ligne 3 (au nord du terminus Gambetta sur la voie direction Château-Landon).

## Fréquentation attendue
Même si la fusion permettrait de stimuler le trafic des lignes 3 bis et 7 bis, la fréquentation de cette nouvelle ligne resterait assez faible, pénalisée par sa faible longueur et l’absence de liaison avec un pôle majeur parisien. Une étude de la RATP de 2004 estime toutefois une augmentation possible de trafic de 35 % voire de 60 % si un couloir mécanisé était construit entre Louis Blanc et le bipôle Gare du Nord-Magenta et Gare de l’Est-Château-Landon,.

## Calendrier de réalisation
À ce jour, aucune étude de réalisation n’est formellement engagée, bien que des études exploratoires aient été faites en 2004. Pour autant, la Ville de Paris a montré son intérêt en adoptant deux vœux en novembre et décembre 2013 pour lancer l’étude de ce projet.
En avril 2019, des élus communistes au conseil d'administration d'Île-de-France Mobilités (IDFM) proposent un amendement pour « analyser ce que pourrait apporter une telle fusion ». Il n'est pas adopté mais la présidente d'IDFM, Valérie Pécresse, envisage d'inscrire ce projet au prochain contrat de plan État-région en 2021.
Bien que cette fusion soit mentionnée dans le Schéma directeur de la région Île-de-France 2030, après l’annonce du Grand Paris Express, qui prévoit la création des lignes 15, 16, 17 et 18, la réalisation de ce projet — jugé non prioritaire — est repoussée à une date postérieure à 2030.

## Travaux nécessaires
- Construction d'escaliers entre les quais de la station Haxo et l'extérieur, éventuellement couloir de correspondance entre cette station et Pré-Saint Gervais.
- Le renouvellement complet de rails, des traverses et du ballast sur la voie navette et sur la voie des fêtes.  Ces deux voies étant en majeur partie interdites à la circulation (et non circulables) en raison de leur très mauvais état.
- Réaménagement de la station Porte des Lilas avec un raccordement différent.
- Prolongement éventuel vers Château-Landon, ceci représenterait de loin les travaux les plus onéreux de ce projet.